# Mary Moser
Mary Moser (Londra, 27 ottobre 1744 – Londra, 2 maggio 1819) è stata una pittrice inglese.

## Biografia
Mary Moser nacque a Londra nel 1744, figlia dell'artista svizzero Georg-Michael Moser, maestro di disegno di Giorgio III. Il suo talento artistico emerse quando era ancora giovanissima e fu riconosciuto non solo dal padre ma anche dalla Society of Arts, che la premiò nel 1858. 
Nel 1876 fu tra i trentasei artisti fondatori della Royal Academy of Arts e l'unica artista donna insieme ad Angelika Kauffmann. Apprezzata pittrice di nature morte e floreali, negli anni 1790 la regina Carlotta le commissionò le decorazioni di una stanza di Frogmore House per 900£.
Il 23 ottobre 1793 sposò il capitano Hugh Lloyd e smise di dipingere professionalmente. Continuò comunque ad esibire le proprie opere a livello amatoriale e con il nome da sposata. In questo periodo ebbe una relazione con l'artista Richard Cosway, che all'epoca era separato dalla moglie Maria. 
Morì a Londra nel 1819 e fu sepolta nel cimitero di Kensington accanto al marito. Dopo la sua morte nessun'altra donna fu eletta membro della Royal Academy of Arts fino al 1936, quando questo onore fu riservato a Laura Knight.

## Galleria d'immagini

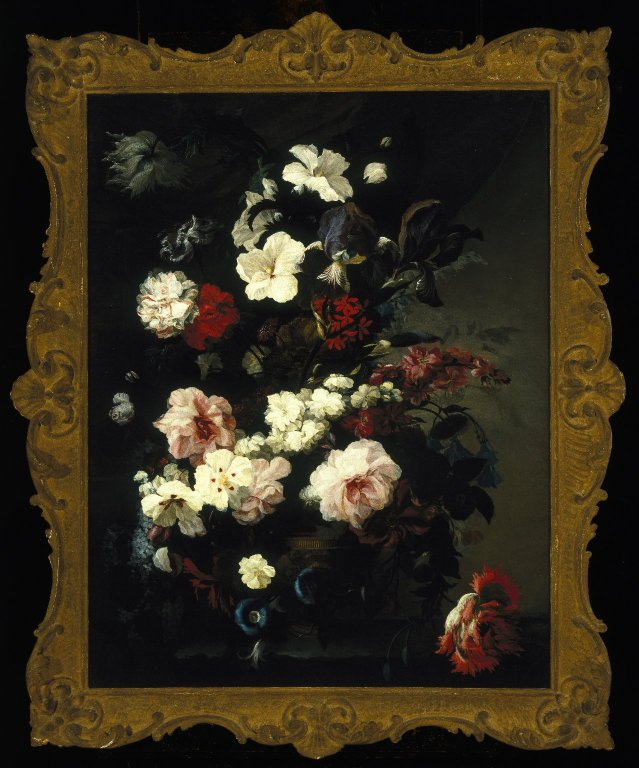
Vaso di fiori (Jardinière of Flowers)
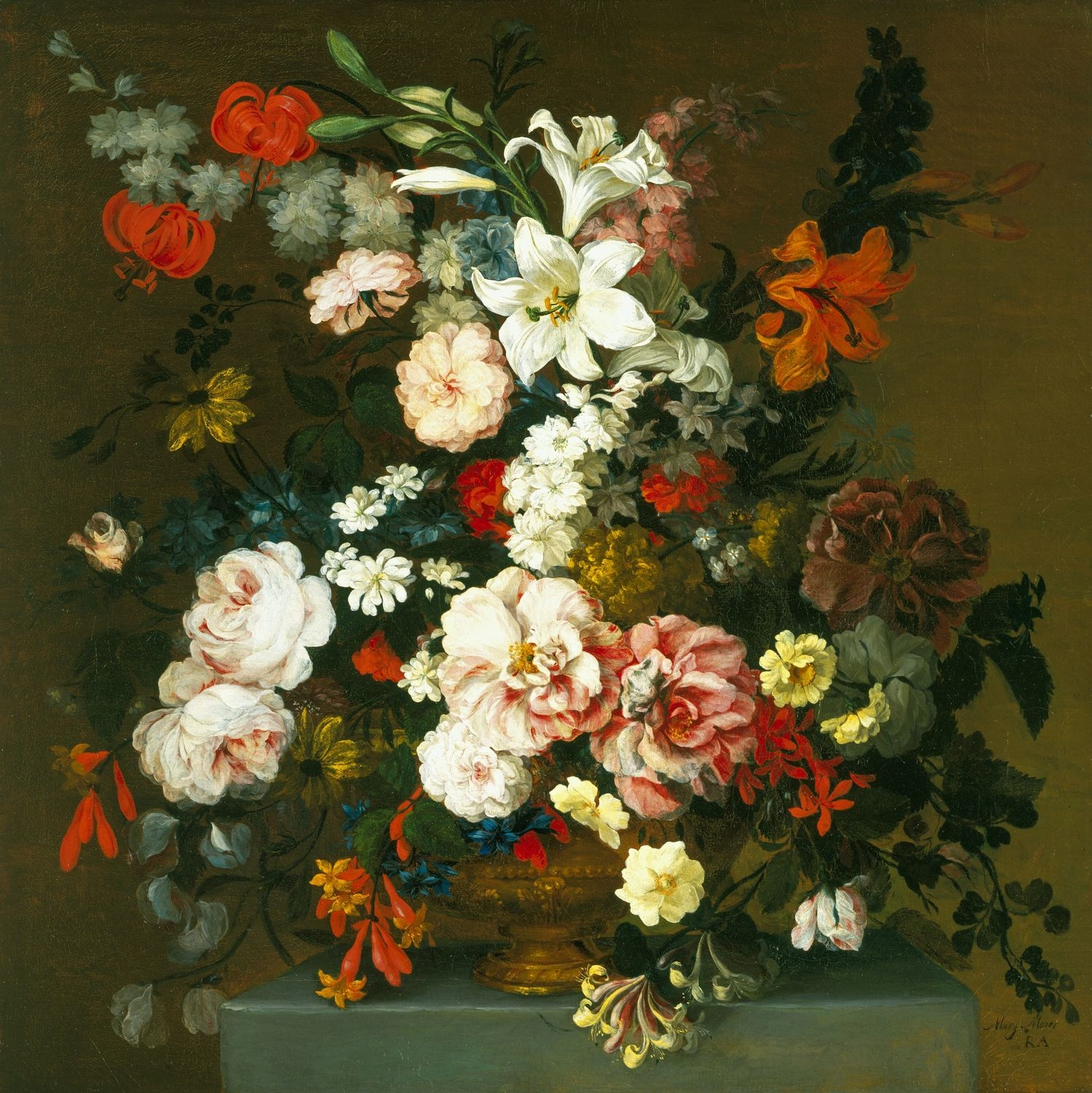
Vaso di fiori
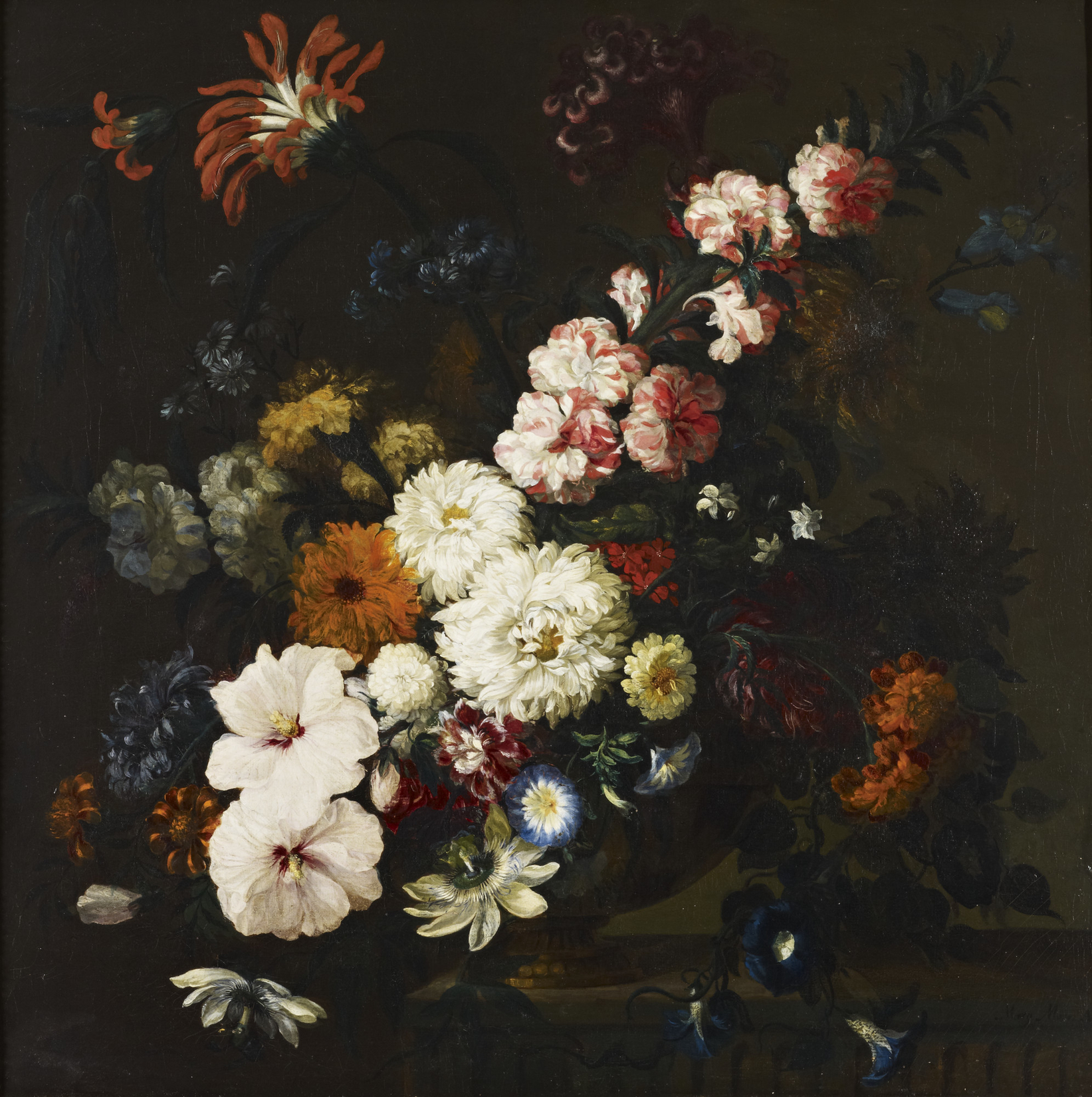
Vaso di fiori
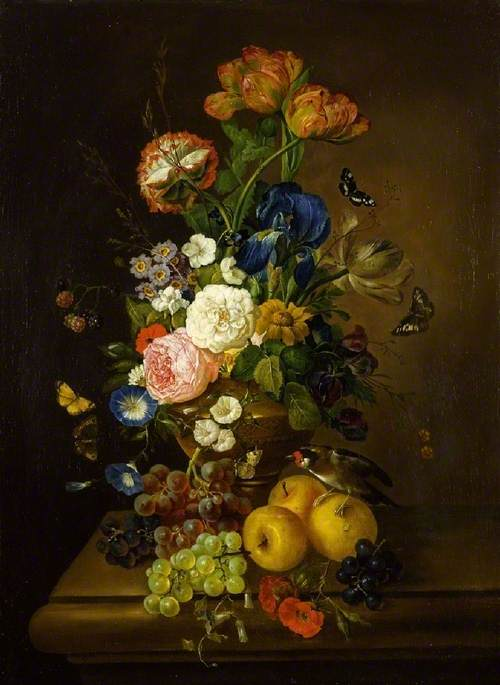
Vaso di fiori
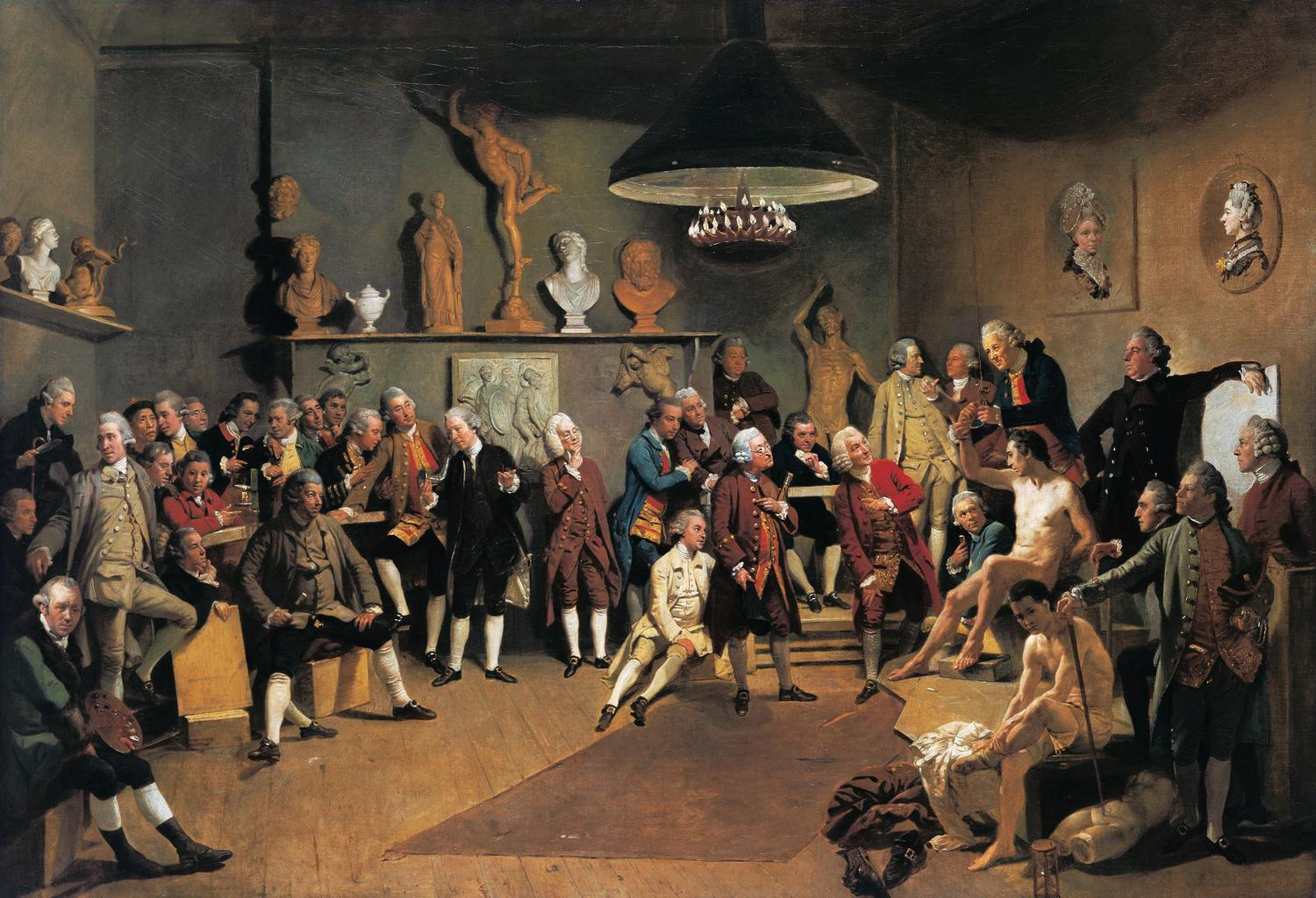
Gli accademici della Royal Academy di Johann Zoffany (1772) Dato che le donne non potevano essere presenti davanti a modelli svestiti Mary Moser e Angelika Kauffmann sono raffigurate nei ritratti sullo sfondo